# Amanita caesarea
Amanita caesarea là một loài nấm ăn được trong chi Amanita, loài này được tìm thấy ở phía nam châu Âu và phía bắc châu Phi cũng như ở một số vùng: La Esperanza, Intibuca, Honduras. Khi lần đầu tiên được Giovanni Antonio Scopoli miêu tả khoa học năm 1772, loài nấm này đã là một món ăn yêu thích của những nhà cầm quyền dưới đế chế Roma.
Mũ nấm của Amanita caesarea màu cam, trong khi lá tia (gill) và cuống màu vàng.